# Frankrikes Grand Prix 1997
Frankrikes Grand Prix 1997 var det åttonde av 17 lopp ingående i formel 1-VM 1997.

## Resultat
1. Michael Schumacher, Ferrari, 10 poäng
2. Heinz-Harald Frentzen, Williams-Renault, 6
3. Eddie Irvine, Ferrari, 4
4. Jacques Villeneuve, Williams-Renault, 3
5. Jean Alesi, Benetton-Renault, 2
6. Ralf Schumacher, Jordan-Peugeot, 1
7. David Coulthard, McLaren-Mercedes (varv 71, kollision)
8. Johnny Herbert, Sauber-Petronas
9. Giancarlo Fisichella, Jordan-Peugeot
10. Jarno Trulli, Prost-Mugen Honda
11. Ukyo Katayama, Minardi-Hart
12. Damon Hill, Arrows-Yamaha

### Förare som bröt loppet
- Mika Salo, Tyrrell-Ford (varv 61, elsystem)
- Alexander Wurz, Benetton-Renault (60, snurrade av)
- Pedro Diniz, Arrows-Yamaha (58, snurrade av)
- Norberto Fontana, Sauber-Petronas (40, snurrade av)
- Rubens Barrichello, Stewart-Ford (36, motor)
- Jan Magnussen, Stewart-Ford (33, bromsar)
- Mika Häkkinen, McLaren-Mercedes (8, motor)
- Jos Verstappen, Tyrrell-Ford (15, snurrade av)
- Shinji Nakano, Prost-Mugen Honda (7, snurrade av)
- Tarso Marques, Minardi-Hart (5, motor)